# Pseudocalamobius montanus
Pseudocalamobius montanus là một loài bọ cánh cứng trong họ Cerambycidae.